# Poliopastea caurensis
Poliopastea caurensis är en fjärilsart som beskrevs av Klages 1906. Poliopastea caurensis ingår i släktet Poliopastea och familjen björnspinnare. Inga underarter finns listade i Catalogue of Life.